# Casimir Oyé-Mba
Casimir Oyé-Mba (* 20. April 1942 in Nzamaligué, Departement Komo-Mondah in der Provinz Estuaire; † 16. September 2021 in Paris) war ein gabunischer Politiker, der in der Regierung seit 1990 gedient hat. Er war der Premierminister Gabuns vom 3. Mai 1990 bis zum 2. November 1994.

## Leben

### Ausbildung und Bankkarriere
Zwischen 1948 und 1954 besuchte er die Grundschule Montfort in Libreville und schloss 1961 die Schulausbildung am collège Bessieux in Libreville mit dem Abitur (baccalauréat) ab. Er studierte an der Universität Rennes Rechtswissenschaften und schloss das Studium 1965 ab. Zwischen 1965 und 1967 studierte er in Paris und wurde dort am 17. Februar 1969 als Dr. jur. promoviert.
Im Januar 1968 trat er in die Zentralbank der Staaten Äquatorialafrikas und Kameruns (Banque Centrale des États de l’Afrique Équatoriale et du Cameroun, BCEAEC) ein. Im Januar 1970 wurde er stellvertretender Betriebsleiter der Bank in Libreville, und im April 1970 wurde er Direktor der Libreviller Niederlassung. Als 1973 die BCEAEC in der Zentralafrikanischen Zentralbank (Banque des États de l’Afrique Centrale, BEAC) aufging, wurde Oyé-Mba nationaler Direktor für Gabun. Im Januar 1977 wurde er stellvertretender Generaldirektor von BEAC in der Zentrale der Bank in Yaoundé (Kamerun). Im April 1978 wurde er Gouverneur der BEAC. Dieses Amt behielt er bis 1990.
Im Jahr 2005 scheiterte Oyé-Mba bei der Bewerbung als Präsident der Afrikanischen Entwicklungsbank.

### Politik
Zwischen 1973 und 1997 war er Mitglied des Zentralkomitees der Staatspartei Parti Démocratique Gabonais (PDG). 1990 erschütterten schwere Unruhen die Republik Gabun. Präsident Omar Bongo sah sich gezwungen, die Einparteienherrschaft aufzuheben und eine Nationalkonferenz einzuberufen. Am 27. Januar 1990 wurde Oyé-Mba von der Nationalkonferenz als Premierminister ernannt. Bei den folgenden Parlamentswahlen gewann er einen Sitz in der Nationalversammlung für den Wahlkreis Departement Komo-Mondah und wurde im Anschluss an die Wahl im November als Premierminister bestätigt.
In der Präsidentenwahl im Dezember 1993 war Oyé-Mba der Leiter der Wahlkampagne des siegreichen Kandidaten Bongo und als eine neue Regierung im März 1994 ernannt wurde, blieb er Premierminister.
Die Wahlen wurden von der Opposition nicht anerkannt und es kam zu Protesten. Aufgrund einer Abmachung (den sogenannten „Pariser Vereinbarungen“) mit der Opposition im November 1994 trat die Regierung Oyé-Mba am 11. Oktober 1994 zurück und wurden am 2. November durch eine neue Koalitionsregierung unter Paulin Obame Nguema ersetzt. In dieser Regierung wurde Oyé-Mba Minister für Auswärtige Angelegenheiten und Zusammenarbeit. Dieses Amt behielt er bis Januar 1999.
Am 25. Januar 1999 wurde er Minister für die Planung, Entwicklungsprogramme und Regionalplanung in der Regierung des Premierministers Jean-François Ntoutoume Emane. Seit dem 28. Dezember, 2007 war Oyé-Mba Minister für Bergbau, Erdöl, Öl, Energie. Er wurde bei den Wahlen zur Nationalversammlung im Dezember 1996 und in der Parlamentswahl im Dezember 2001 erneut in das Parlament gewählt. Bei den Kommunalwahlen im Dezember 2002 wurde er als Mitglied des Stadtrats in Ntoum gewählt.

### Privates
Er starb in der Nacht vom 15. auf den 16. September 2021 in Paris an einer COVID-19-Erkrankung. Er war verheiratet und hatte sechs Kinder.